# Carnarvon, Western Australia

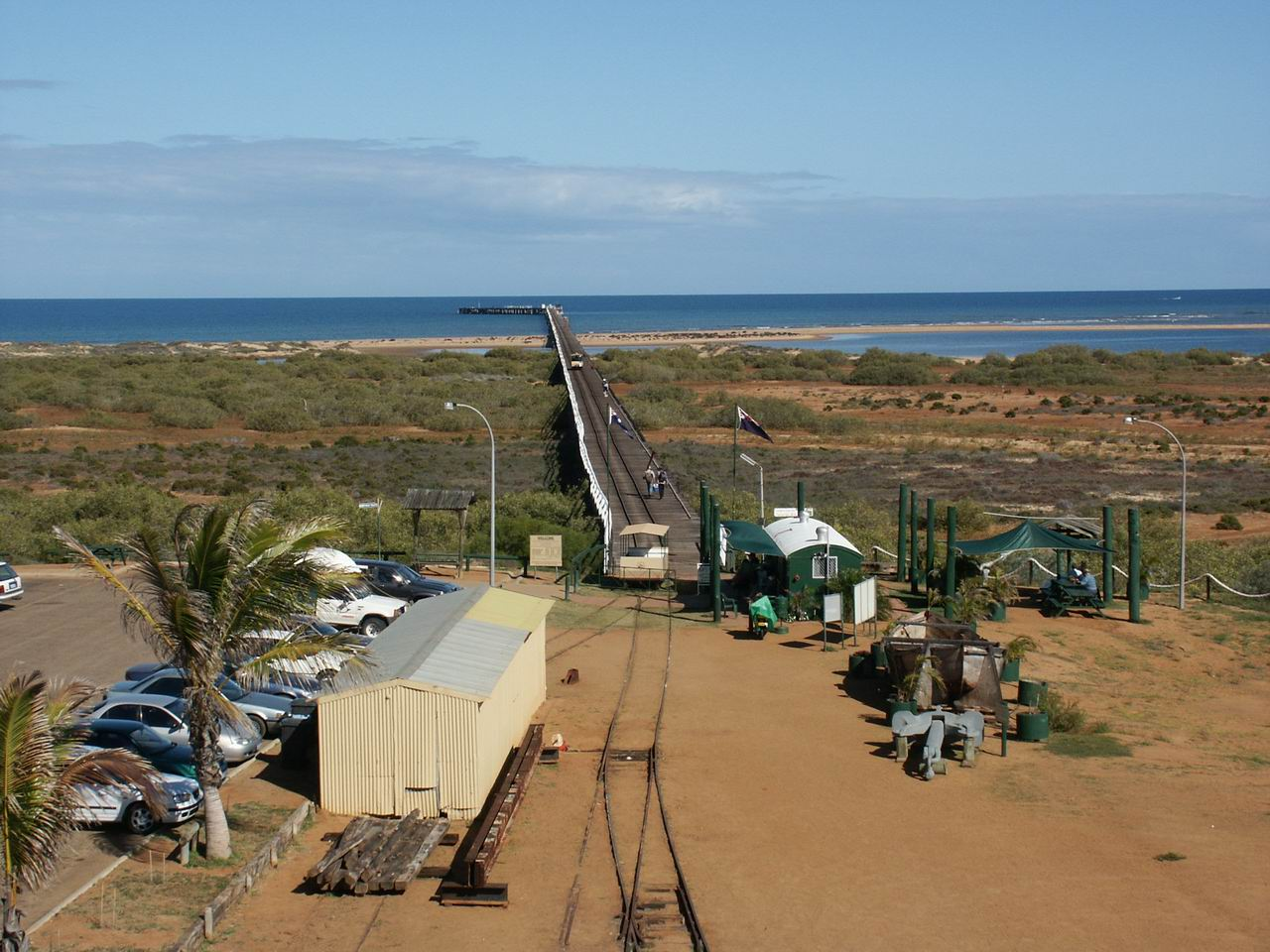
Carnarvon Jetty

Carnarvon är en stad i nordvästra Western Australia, omkring 900km norr om Perth, i regionen Gascoyne. Befolkningstalet var 4559 personer år 2011. Staden ligger vid Gascoyne Rivers mynning.